# مونتي بينيت
مونتي بينيت (بالإنجليزية: Monte Bennett)‏ هو لاعب كرة قدم أمريكية أمريكي، ولد في 27 أبريل 1959.

## وصلات خارجية
- مونتي بينيت على موقع مرجع كرة القدم المحترفة.كوم (الإنجليزية)